# Instituto Francês de Arqueologia Oriental
O Instituto Francês de Arqueologia Oriental (IFAO; em francês: Institut Français d’Archéologie Orientale) é um instituto de pesquisa francês, com matriz no Cairo, Egito,  que se dedica ao estudo da arqueologia, história e línguas dos vários períodos da civilização egípcia. O IFAO faz parte do Centre national de la recherche scientifique, e está sob a autoridade do Ministro da Educação da França. O Instituto realiza escavações arqueológicas e publica uma série de livros e revistas.

## História
O IFAO foi criado em 28 de dezembro de 1880 por um decreto assinado pelo ministro francês de Instrução Pública e Artes Finas, Jules Ferry, que criou uma missão permanente no Cairo, que pretendia ser uma contrapartida no Egito das escolas de francês em Athenas e em Roma, sob o nome de "Escola de Francês do Cairo" (École Français du Caire).
A escola adotou o seu atual nome de "Institut Français d’Archéologie Orientale" em 1898.

## Administração

### Diretores
- 1880-1881 : Gaston Maspero
- 1881-1883 : Eugène Lefébure
- 1883-1886 : Eugène Grébaut
- 1886-1898 : Urbain Bouriant
- 1898-1911 : Émile Gaston Chassinat
- 1912-1914 : Pierre Lacau
- 1914-1928 : Georges Foucart
- 1928-1940 : Pierre Jouguet
- 1940-1953 : Charles Kuentz
- 1953-1959 : Jean Sainte Fare Garnot
- 1959-1969 : François Daumas
- 1969-1976 : Serge Sauneron
- 1977-1981 : Jean Vercoutter
- 1981-1989 : Paule Posener-Kriéger
- 1989-1999 : Nicolas Grimal
- 1999-2005 : Bernard Mathieu
- 2005-2010 : Laure Pantalacci
- 2010-2015 : Béatrix Midant-Reynes
- após meados de 2015 : Laurent Bavay

### Chefe das relações técnicas e científicas
- - 2008 : Jean-Pierre Corteggiani
- 2008 - : Sibylle Emerit

## Recentes escavações arqueológicas da IFAO
Esta seção é originária do artigo da Wikipédia em francês: Fouille archéologique en Égypte
- Abu Roash, dirigido por Michel Baud

25 de março - 28 de abril de 2004 (10ª expedição)
- Adaima

1 de novembro - 15 de dezembro de 2003 (15ª expedition)
- 'Ayn-Manawir (Oásis de Carga)

4 de outubro - 28 de dezembro de 2003
7 de outubro de 2005 - 7 de janeiro de 2006
- 'Ayn Soukhna, em colaboração com o Conselho Supremo de Antiguidades Egípcias

4 de janeiro - 8 de fevereiro de 2004
- Oásis de Baria, dirigido por Frederic Hake

27 de março - 18 de maio de 2004
- Balat ('Ayn-Asil, Oásis de Dacla)

20 de dezembro de 2003 - 4 de maio de 2004
- Baouit

11 de setembro - 29 de setembro de 2003
- Cairo, na parede aiúbida

12 de abril - 12 de junho de 2003
7 de outubro - 22 de novembro de 2003
26 de abril - 15 de junho de 2004
- Deir Elbari, com Nathalie Beaux-Grimal
- Deir Almedina
- Dendera, conduzido por Sylvie Cauville

27 de setembro - 25 de outubro de 2003
- Ermant (templo de Montu), por Christophe Tiers

12 de dezembro - 15 de dezembro de 2003
- Carnaque-Norte (Tesouro de Tutemés I)

Novembro de 2003 - fevereiro de 2004
- Qal' At Al-Guindi

17 de fevereiro-6 de março 2004
- Templo de Alcácer Aguz

Abril de 2001, rezlizado pelo Pr Claude Traunecker (1ª expedição)
10 de abril de 2004 - 29 de abril de 2004 (4ª expedição)
- Sacará-Sul, dirigido por Vassil Dobrev

8 de outubro de 2003 - 30 de dezembro de 2003
- Tebtunis (no Faium), missão conjunta com a Universidade de Milão

1994 (1ª expedição)
25 de agosto - 30 de outubro de 2003
- Na área de Aïn Suquena, em conjunto com a Universidade de Paris IV-Sorbonne
- Tânis
- Tinis, em colaboração com a expedição britânica da University of Cambridge

5 de abril - 17 de abril de 2004
- Tode, realizado por Christophe Thiers (6ª expedição)

15 de novembro - 11 de dezembro de 2003
- Tuna el-Gebel (Tumba de Petosiris), por Jean-Pierre Corteggiani

## Publicações
O Instituto tem uma blibioteca contendo mais de oitenta mil volumes e também publica vários livros e revistas. Os membros cientificos do IFAO pertencem a duas seções: a primeira estuda a história do Antigo Egito e materiais de papirologia, enquanto a segunda estuda os períodos Copta e Islamita.
Revistas e séries de livros do IFAO incluem:
- Annales islamologiques (AnIsl)
- Bibliothèque d'études
- Bulletin critique des Annales islamologiques (BCAI)
- Bulletin de la céramique égyptienne (BCE)
- Bulletin de l’Institut Français d’Archéologie Orientale (BIFAO)
- Cahiers des Annales islamologiques (CAI)
- Cahiers de la céramique égyptienne (CCE)
- Documents de fouilles de l'Institut français d'archéologie orientale (DFIFAO)
- Études alexandrines
- Études urbaines
- Fouilles de l'Institut français d'archéologie orientale (FIFAO)
- Mémoires publiés par les membres de l'Institut français d'archéologie orientale (MIFAO)
- Mémoires publiés par les membres de la Mission archéologique française du Caire (MMAF)
- Paléographie hiéroglyphique
- Publications du Service des antiquités de l'Égypte et de l'Ifao (PIFAO)
- Recherches d'archéologie, de philologie et d'histoire (RAPH)
- Répertoire chronologique d'épigraphie arabe (RCEA)
- Textes arabes et études islamiques
- Temples ptolémaïques
- Textes et traductions d'auteurs orientaux (TTA)
- Voyageurs occidentaux en Égypte